# Речкалова, Дарья Андреевна
Речкалова Дарья Андреевна (род. 19 июня 2003 года, Ирбит, Свердловская область) — российская самбистка и дзюдоистка, трёхкратная чемпионка России по самбо. Многократная победительница первенств России, Европы и Мира по самбо. Мастер спорта России по самбо (2021). Победительница V летней Спартакиады молодёжи по дзюдо, призёр первенства России по дзюдо.

## Биография
Родилась в городе Ирбит, Свердловской области 19 июня 2003 года.
С 2010 по 2019 год проходила обучение в «Зайковской средней общеобразовательной школе № 1 имени дважды героя Советского Союза Речкалова Г. А.»
С 2014 года, стала тренироваться в «Спортивно-патриотическом клубе имени дважды Героя Советского Союза Речкалова Г. А.», в поселке Зайково, у тренера Дымшакова Михаила Ивановича.
В 2019 году, после окончания школы, переехала в г. Екатеринбург и продолжила тренироваться в ГАУ Свердловской области «Спортивная школа олимпийского резерва по самбо и дзюдо», на базе спортивного клуба «Родина», у тренера Воронова Виктора Васильевича.
С 2020 года обучается в Университетском колледже РГППУ(КЭМ г. Екатеринбург) и входит в состав сборной команды России по самбо. В настоящее время тренируется под руководством тренера Коростелёва Андрея Борисовича, выступает в весовой категории до 78 кг(дзюдо) и до 80 кг(самбо).
В 2021 г. присвоено звание: Мастер спорта России по самбо.

## Спортивные достижения

### Самбо
- Первенство России по самбо, среди девушек до 18 лет, 2020 года — ;
- Первенство Мира по самбо, среди девушек до 18 лет, 2020 года — ;
- Первенство России по самбо, среди девушек до 18 лет, 2021 года — ;
- Первенство России по самбо, среди юниорок до 20 лет, 2021 года — ;
- Первенство Европы по самбо, среди девушек до 18 лет, 2021 года — ;
- Первенство Мира по самбо, среди юниорок до 20 лет, 2021 года — ;
- Первенство России по самбо, среди юниорок до 20 лет, 2022 года — ;
- Первенство России по самбо, среди юниорок до 24 лет, 2022 года — ;
- Чемпионат России по самбо 2022 года — ;
- Первенство мира по самбо, среди юниорок до 20 лет, 2022 года — ;
- Чемпионат России по самбо 2023 — ;
- Чемпионат мира по самбо 2022 — ;
- Всероссийская спартакиада 2022 — ;
- Кубок России по самбо 2023 — ;
- Чемпионат России по самбо 2024 — ;
- Кубок России по самбо 2024 — ;

### Дзюдо
- V летняя Спартакиада молодежи России по дзюдо, среди юниорок до 20 лет, 2021 года — ;
- Первенство России по дзюдо, среди юниорок до 20 лет, 2021 года — ;
- 1 Всероссийская Спартакиада РФ, среди сильнейших спортсменов, 2022 год — ;
- Кубок России по дзюдо 2023 — ;
- Russian judo tour 2024 — ;